# C.I.D.
C.I.D. er en indisk film fra 1990 af Ajay Goel.

## Medvirkende
- Vinod Khanna som Veer Sehgal
- Amrita Singh som Meghna Saxena
- Juhi Chawla som Raksha Mehra
- Suresh Oberoi som Major Brijmohan Verma
- Kiran Kumar som Roshan Lala
- Aloknath som Kumar
- Shafi Inamdar som Faizan
- Aftab Shivdasani som Sunny